# Љубомир Ивановић Геџа
Љубомир Ивановић Геџа (Ковачевац, 25. децембар 1925 — Београд, 2. децембар 1980) био је југословенски и српски рвач и рвачки тренер.

## Биографија
Рођен је 25. децембра 1925. у Ковачевцу где је завршио прва четири разреда основне школе, а даље образовање је наставио у Смедеревској Паланци. Као дете се бавио чобанством. Од 1943. до 1946. је био члан Партизана, а након повратка из службе је уписао Средњу фискултурну школу у Земуну. Од 1951. је радио као наставник физичког у београдској гимназији.
Након што је постао члан рвачког клуба Партизан постао је двоструки вицепрвак Југославије у категорији од 83 до 87 кг. Касније је учествовао на такмичењу у вештини џудо до у Данској где је постао светски првак. Након што је доживео повреду лакта, више није могао да се бави спортом професионално, па је одлучио да се посвети тренерској каријери која је била веома успешна и запажена. Од 1961. године је био члан Рвачког савеза Југославије, а нешто раније је био тренер у РК Партизан.
Преминуо је 2. децембра 1980. у Београду од последица инфаркта.
Након његове смрти одржан је меморијални турнир у рвању који се први пут одржао у Београду, а потом се преселио у Младеновац. По Геџи су у Младеновцу названи и Спортско-рекреативни центар и Културно уметничко друштво из Ковачевца. Дана 5. марта 2012. године постхумно је одликован Златним орденом РСС.

## Медаље
Љубомир Ивановић Геџа је био веома успешан као тренер, о чему говори и то да су рвачи под његовим вођством на највећим такмичењима (Олимпијске игре, Светско првенство и Европско првенство) освојили укупно 55 медаља.
| Такмичење          | Година | Рвач                 | Медаља |
| ------------------ | ------ | -------------------- | ------ |
| Олимпијске игре    | 1960.  | Бранислав Мартиновић | 3      |
| Олимпијске игре    | 1964.  | Бранислав Симић      |        |
| Олимпијске игре    | 1964.  | Бранислав Мартиновић | 2      |
| Олимпијске игре    | 1968.  | Стеван Хорват        | 2      |
| Олимпијске игре    | 1968.  | Бранислав Симић      | 3      |
| Олимпијске игре    | 1972.  | Јосип Чорак          | 2      |
| Олимпијске игре    | 1972.  | Милан Ненадић        | 3      |
| Олимпијске игре    | 1976.  | Момир Петковић       |        |
| Олимпијске игре    | 1976.  | Иван Фргић           | 2      |
| Светско првенство  | 1955.  | Милорад Арсић        | 3      |
| Светско првенство  | 1958.  | Боривој Вуков        | 3      |
| Светско првенство  | 1961.  | Стеван Хорват        | 2      |
| Светско првенство  | 1961.  | Бранислав Мартиновић | 3      |
| Светско првенство  | 1962.  | Стеван Хорват        | 2      |
| Светско првенство  | 1963.  | Стеван Хорват        |        |
| Светско првенство  | 1963.  | Боривој Вуков        |        |
| Светско првенство  | 1963.  | Бранислав Симић      | 2      |
| Светско првенство  | 1965.  | Стеван Хорват        | 2      |
| Светско првенство  | 1966.  | Стеван Хорват        |        |
| Светско првенство  | 1969.  | Сретен Дамјановић    | 2      |
| Светско првенство  | 1969.  | Милан Ненадић        | 3      |
| Светско првенство  | 1970.  | Славко Колетић       | 2      |
| Светско првенство  | 1970.  | Милан Ненадић        | 3      |
| Светско првенство  | 1970.  | Бошко Маринко        | 3      |
| Светско првенство  | 1971.  | Сретен Дамјановић    |        |
| Светско првенство  | 1971.  | Момир Кецман         | 2      |
| Светско првенство  | 1973.  | Сретен Дамјановић    | 2      |
| Светско првенство  | 1973.  | Милан Ненадић        | 2      |
| Светско првенство  | 1974.  | Иван Фргић           | 3      |
| Светско првенство  | 1977.  | Рефик Мемишевић      | 2      |
| Светско првенство  | 1977.  | Иван Фргић           | 3      |
| Светско првенство  | 1977.  | Момир Петковић       | 3      |
| Светско првенство  | 1978.  | Момир Петковић       |        |
| Светско првенство  | 1978.  | Иван Фргић           | 2      |
| Светско првенство  | 1978.  | Рефик Мемишевић      | 3      |
| Светско првенство  | 1979.  | Момир Петковић       | 2      |
| Европско првенство | 1966.  | Бошко Маринко        | 2      |
| Европско првенство | 1966.  | Бранислав Мартиновић | 3      |
| Европско првенство | 1968.  | Милан Ненадић        | 2      |
| Европско првенство | 1969.  | Бошко Маринко        |        |
| Европско првенство | 1969.  | Сретен Дамјановић    |        |
| Европско првенство | 1969.  | Милан Ненадић        |        |
| Европско првенство | 1969.  | Јосип Чорак          |        |
| Европско првенство | 1969.  | Момир Кецман         | 2      |
| Европско првенство | 1969.  | Карло Човић          | 2      |
| Европско првенство | 1970.  | Милан Ненадић        |        |
| Европско првенство | 1970.  | Момир Кецман         | 2      |
| Европско првенство | 1970.  | Сретен Дамјановић    | 2      |
| Европско првенство | 1970.  | Бошко Маринко        | 2      |
| Европско првенство | 1970.  | Јосип Чорак          | 3      |
| Европско првенство | 1972.  | Дарко Нишавић        | 3      |
| Европско првенство | 1973.  | Сретен Дамјановић    | 3      |
| Европско првенство | 1973.  | Иван Фргић           | 3      |
| Европско првенство | 1975.  | Иван Фргић           |        |
| Европско првенство | 1980.  | Првослав Илић        | 3      |